# Mât de KOBR-TV
 (mars 2024).
Si vous disposez d'ouvrages ou d'articles de référence ou si vous connaissez des sites web de qualité traitant du thème abordé ici, merci de compléter l'article en donnant les références utiles à sa vérifiabilité et en les liant à la section « Notes et références ».
Le mât de KOBR-TV (appelé KOBR-TV Tower) est une tour de transmission de 491 mètres de hauteur située à Roswell au Nouveau-Mexique et qui fut de 1956 à 1959 la plus haute structure du monde.
En 1960, il a été détruit par une tempête et reconstruit par la suite.